# Ernesto Page
Ernesto (Ernest) Page (pron. fr. AFI: [ɛʁnɛst paʒ]) (Saint-Vincent, 3 maggio 1888 – Aosta, 24 febbraio 1969) è stato un politico italiano.

## Biografia
Fu vice presidente della Ligue valdôtaine e uno dei primi membri della Jeune Vallée d'Aoste, i due principali movimenti per la difesa dell'identità valdostana durante il fascismo. Partecipò insieme a Émile Chanoux all'Incontro di Chivasso del 19 dicembre 1943. Separatista nel 1944-45, fu tra i membri fondatori dell'Union Valdôtaine e membro del primo Conseil de la Vallée/Consiglio regionale della Valle d'Aosta.
Eletto assessore alla pubblica istruzione dal 1946 al 1948 e senatore della Repubblica dal 1948 al 1953 e dal 1953 al 1958, si adoperò per diffondere tra i giovani valdostani l'amore per il francese e per la petite patrie (la "piccola patria", come i Valdostani definiscono la loro regione).